# Абакумовская (Вологодская область)
Абакумовская — деревня в Верховажском районе Вологодской области.
Входит в состав Нижне-Важского сельского поселения (до 2015 года входила в Наумовское сельское поселение), с точки зрения административно-территориального деления — в Наумовский сельсовет.
Расстояние по автодороге до районного центра Верховажья — 4,4 км, до центра муниципального образования Наумихи — 3,3 км. Ближайшие населённые пункты — Боровина, Верхнее Макарово, Филинская, Ручьевская, Елезовская, Ексинское, Сомицыно, Игумново, Якушевская.
По переписи 2002 года население — 20 человек (8 мужчин, 12 женщин). Преобладающая национальность — русские (95 %).